# Giovanni Trapattoni
Giovanni Trapattoni (Cusano Milanino, 1939. március 17. –) válogatott olasz labdarúgó, edző, a világ egyik legeredményesebb klubedzője.

## Pályafutása

### Klubcsapatban
1953-ban az AC Milan korosztályos csapatában kezdett a labdarúgással foglalkozni. 1959-ben mutatkozott a Milan első csapatában, ahol két bajnoki címet (1961–62, 1967–68) és egy olaszkupa-győzelmet szerzett (1967). Tagja volt az 1962–63-as és az 1968–69-es idényben BEK-, illetve az 1967–68-as szezonban KEK-győztes csapatnak. 1959 és 1971 között 274 bajnoki mérkőzésen szerepelt az AC Milanban és három gólt szerzett. Az 1971–72-es idényben a Varese csapatában fejezte be az aktív labdarúgást.

### A válogatottban
Részt vett az 1960-as római olimpián, ahol a csapattal a negyedik helyen végeztek. Az elődöntőben a jugoszláv válogatott ellen 1–1-es döntetlen értek el és sorsolással nem jutottak a döntőbe. A harmadik helyért rendezett mérkőzésen a magyar csapattól 2–1-es vereséget szenvedtek. 
1960 és 1964 között 17 alkalommal szerepelt az olasz válogatottban és egy gólt szerzett. 1960. december 10-én, Nápolyban egy Ausztria elleni barátságos mérkőzésen mutatkozott be az olasz A-válogatottban, ahol az osztrák csapattól 2–1-es vereséget szenvedtek. Tagja volt az 1962-es chilei világbajnokságon részt vevő csapatnak, de sérülés miatt egyetlen mérkőzésen sem szerepelt a tornán. Egyetlen válogatottbeli gólját az osztrák válogatott elleni barátságos találkozón szerezte Bécsben, 1963. június 9-én. A mérkőzést az olasz csapat ezzel a góllal nyerte 1–0-ra. Utoljára 1964. december 5-én szerepelt a válogatottban egy Dánia elleni barátságos mérkőzésen. A bolognai meccsen 3–1 hazai győzelem született.

### Edzőként
1972 és 1974 között az AC Milan ifjúsági csapatának az edzőjeként kezdte az edzői pályafutását. 1974-ben ideiglenesen, majd 1975–76-ban hivatalosan is az első csapat vezetőedzője volt. 1976 és 1986 között a Juventus szakmai munkáját irányította. Ebben az időszakban hat bajnoki címet és kettő olaszkupa-győzelmet ért el a csapattal. Mindhárom jelentős európai kupasorozatban győzött a Juventus-szal. Udo Lattek mellett az egyetlen olyan edző, akinek ezt sikerült elérnie. 1986 és 1991 között az Internazionale vezetőedzőjeként tevékenykedett. Egy-egy bajnoki cím és olaszkupa-győzelem mellett, az 1990–91-es idényben UEFA-kupa-győztes lett a csapattal. 1991-ben visszatért a Juventushoz, ahol újabb három idényt töltött el. Legnagyobb sikere ekkor az 1992–93-as UEFA-kupa-győzelem volt.
1994–95-ban illetve 1996 és 1998 között a német Bayern München vezetőedzője volt. A második időszakban bajnok és németkupa-győztes lett a bajor csapattal. Közben 1995–96-ban a Cagliari, majd 1988 és 2000 között a Fiorentina csapatainál dolgozott.
2000 és 2004 között az olasz válogatott szövetségi kapitánya volt. A 2002-es világbajnokságon a legjobb 16 között esett ki a csapattal a hazai Dél-Korea ellen, egy hosszabbításos mérkőzésen, ahol 2–1-es koreai győzelem született több vitatható bírói döntés mellett. A 2004-es portugáliai Európa-bajnokságon a svéd, a dán és a bolgár csapattal szerepelt egy csoportban az olasz válogatott. A svéd, a dán és az olasz csapat hármas holtversenyben végzett a csoportban és csak az egymás elleni több rúgott gól alapján lett harmadik, kieső az olasz válogatott. Történt mint ez úgy, hogy az utolsó fordulóban a dán–svéd találkozó 2–2-es döntetlennel zárult, amely mindkét csapatnak a továbbjutást jelentette. A sikertelen Európa-bajnokság után Trapattoni lemondott.
2004–05-ben a portugál Benfica, 2005–06-ban a német VfB Stuttgart, 2006 és 2008 között az osztrák Red Bull Salzburg vezetőedzőjeként dolgozott. A Benficával és a salzburgi csapattal is egy-egy bajnoki címet nyert.
2008 és 2013 között az ír válogatott szövetségi kapitánya volt. A 2012-es Európa-bajnokságon a csoportkörből nem jutott tovább az ír csapat úgy, hogy a csoport két továbbjutója a torna döntőjét játszó válogatottak, a spanyol és az olasz volt.
Közben 2010 őszén a vatikáni válogatott egy mérkőzésen tevékenykedett edzőként.

## Sikerei, díjai

### Játékosként
AC Milan
- Olasz bajnokság (Serie A)
  - bajnok (2): 1961–62, 1967–68
- Olasz kupa (Coppa Italia)
  - győztes: 1967
- Bajnokcsapatok Európa-kupája (BEK)
  - győztes (2): 1962–63, 1968–69
- Kupagyőztesek Európa-kupája (KEK)
  - győztes: 1967–68

### Edzőként
Juventus
- Olasz bajnokság (Serie A)
  - bajnok (6): 1976–77, 1977–78, 1980–81, 1981–82, 1983–84, 1985–86
- Olasz kupa (Coppa Italia
  - győztes (2): 1979, 1983
- Bajnokcsapatok Európa-kupája (BEK)
  - győztes: 1984–85
- Kupagyőztesek Európa-kupája (KEK)
  - győztes: 1983–84
- UEFA-kupa
  - győztes (2): 1976–77, 1992–93
- UEFA-szuperkupa
  - győztes: 1984
- Interkontinentális kupa
  - győztes: 1985

 Internazionale
- Olasz bajnokság (Serie A)
  - bajnok: 1988–89
- Olasz szuperkupa (Supercoppa Italiana)
  - győztes: 1989
- UEFA-kupa
  - győztes: 1990–91

 Bayern München
- Német bajnokság (Bundesliga)
  - bajnok: 1996–97
- Német kupa (DFB-Pokal
  - győztes: 1998
- Német kupa (DFB-Ligapokal
  - győztes: 1997

 Benfica
- Portugál bajnokság (Primeria Liga)
  - bajnok: 2004–05

 Red Bull Salzburg
- Osztrák bajnokság (Österreichische Bundesliga)
  - bajnok: 2006–07